# Sârbi (Fărcașa)
Sârbi (ungarisch Oláhtótfalu) ist ein rumänisches Dorf in der Gemeinde Fărcașa des Kreises Maramureș.
Der Name des Dorfes Sârbi ist bedeutungsgleich mit der rumänischen Bezeichnung für die südslawische Ethnie Serben.
Das Dorf liegt an der Kreisstraße (Drum județean) DJ 108A auf einer Höhe von etwa 180 Metern über dem Meeresspiegel etwa zwei Kilometer in nordöstlicher Richtung vom Gemeindezentrum entfernt.

## Quelle
- Geographie Sârbi